# Llista de topònims d'Olesa de Montserrat
Llista de topònims (noms propis de lloc) del municipi d'Olesa de Montserrat, al Baix Llobregat
Informació actualitzada per un bot. Els canvis manuals es perdran quan s'actualitzi!

## barraca de vinya
| imatge | Nom                              | Ubicat a            | instància de     | Detalls                     | coordenades                                                                               | Protecció | Commons (més fotos) | Dades a WD                    |
| ------ | -------------------------------- | ------------------- | ---------------- | --------------------------- | ----------------------------------------------------------------------------------------- | --------- | ------------------- | ----------------------------- |
|        | Barraca mixta a les Roviroles    | Olesa de Montserrat | barraca de vinya |                             | 41° 32′ 15″ N, 1° 54′ 51″ E / 41.53758°N,1.91408°E ca:Les Roviroles                       |           |                     | Modifica les dades a Wikidata |
|        | barraca a Gatillepes             | Olesa de Montserrat | barraca de vinya |                             | 41° 33′ 50″ N, 1° 53′ 29″ E / 41.5638°N,1.89149°E ca:Torrent de la Creu de Beca           |           |                     | Modifica les dades a Wikidata |
|        | barraca de la Tosca de les Valls | Olesa de Montserrat | barraca de vinya | Estil: arquitectura popular | 41° 33′ 59″ N, 1° 53′ 38″ E / 41.56647°N,1.89384°E ca:Prop del torrent de la Creu de Beca |           |                     | Modifica les dades a Wikidata |
|        | barraca del Coll de les Espases  | Olesa de Montserrat | barraca de vinya |                             | 41° 34′ 30″ N, 1° 53′ 27″ E / 41.57508°N,1.89093°E ca:Prop de Puig Cendrós                |           |                     | Modifica les dades a Wikidata |
|        | barraca del Torrent Reganer      | Olesa de Montserrat | barraca de vinya | Estil: arquitectura popular | 41° 33′ 57″ N, 1° 54′ 28″ E / 41.56588°N,1.90765°E ca:Prop del torrent de Reganer         |           |                     | Modifica les dades a Wikidata |

## camí
| imatge | Nom                            | Ubicat a                       | instància de | Detalls | coordenades                                                                                            | Protecció | Commons (més fotos)            | Dades a WD                    |
| ------ | ------------------------------ | ------------------------------ | ------------ | ------- | --- | --------- | ------------------------------ | ----------------------------- |
|        | camí del Samper                | Olesa de Montserrat            | camí         |         | 41° 33′ 41″ N, 1° 54′ 16″ E / 41.56125°N,1.904348°E                                                    |           |                                | Modifica les dades a Wikidata |
|        | camí vell d'Olesa a Vacarisses | Olesa de Montserrat Vacarisses | camí         |         | 41° 33′ 24″ N, 1° 53′ 26″ E / 41.556707°N,1.890684°E ca:Zona nord-oest del terme d'Olesa de Montserrat |           | Camí vell d'Olesa a Vacarisses | Modifica les dades a Wikidata |

## casa
| imatge | Nom                                     | Ubicat a            | instància de | Detalls                                                        | coordenades                                                                             | Protecció                                  | Commons (més fotos)                                 | Dades a WD                    |
| ------ | --------------------------------------- | ------------------- | ------------ | -------------------------------------------------------------- | --------------------------------------------------------------------------------------- | ------------------------------------------ | --------------------------------------------------- | ----------------------------- |
|        | Cal Bià                                 | Olesa de Montserrat | casa         |                                                                | 41° 32′ 42″ N, 1° 53′ 37″ E / 41.54498°N,1.893499°E ca:Carrer Coscoll, 2                | bé integrant del patrimoni cultural català | Cal Bià d'Olesa de Montserrat                       | Modifica les dades a Wikidata |
|        | Cal Margarit                            | Olesa de Montserrat | casa         | Estil: arquitectura eclèctica 1899                             | 41° 32′ 45″ N, 1° 53′ 23″ E / 41.545797°N,1.889853°E ca:Argelines, 49                   |                                            |                                                     | Modifica les dades a Wikidata |
|        | Cal Matas                               | Olesa de Montserrat | casa         | Estil: arquitectura eclèctica 1876                             | 41° 32′ 42″ N, 1° 53′ 34″ E / 41.545001°N,1.892816°E ca:Carrer Coscoll, 9               | bé integrant del patrimoni cultural català | Cal Matas d'Olesa de Montserrat                     | Modifica les dades a Wikidata |
|        | Cal Matas Blanxart                      | Olesa de Montserrat | casa         |                                                                | 41° 32′ 49″ N, 1° 53′ 39″ E / 41.546844°N,1.894165°E                                    | bé cultural d'interès local                |                                                     | Modifica les dades a Wikidata |
|        | Cal Milà                                | Olesa de Montserrat | casa         | Estil: noucentisme 1863                                        | 41° 32′ 41″ N, 1° 53′ 36″ E / 41.54484°N,1.89342°E ca:Plaça de les Fonts, núm. 3        |                                            |                                                     | Modifica les dades a Wikidata |
|        | Cal Perpinyà                            | Olesa de Montserrat | casa         | Estil: arquitectura eclèctica 20th century                     | 41° 32′ 39″ N, 1° 53′ 34″ E / 41.54407222°N,1.89287778°E ca:Carrer Alfons Sala, núm. 33 | bé integrant del patrimoni cultural català | Cal Perpinyà d'Olesa de Montserrat                  | Modifica les dades a Wikidata |
|        | Cal Puigjaner                           | Olesa de Montserrat | casa         | Estil: arquitectura popular 18th century                       | 41° 32′ 48″ N, 1° 53′ 40″ E / 41.546683333333°N,1.8944638888889°E ca:Creu Reial, 18     | bé integrant del patrimoni cultural català | Cal Puigjaner d'Olesa de Montserrat                 | Modifica les dades a Wikidata |
|        | Cal Reganer                             | Olesa de Montserrat | casa         | 1915                                                           | 41° 32′ 39″ N, 1° 53′ 37″ E / 41.54427°N,1.89362°E ca:Carrer Alfons Sala, núms. 9 i 11  |                                            |                                                     | Modifica les dades a Wikidata |
|        | Cal Vador Bruixa                        | Olesa de Montserrat | casa         | Arquitecte: Josep Ros i Ros Estil: arquitectura eclèctica 1923 | 41° 32′ 37″ N, 1° 53′ 28″ E / 41.54369444°N,1.89108611°E ca:República Argentina, 3      | bé integrant del patrimoni cultural català | Cal Badó Bruixes d'Olesa de Montserrat              | Modifica les dades a Wikidata |
|        | Xalets Gori                             | Olesa de Montserrat | casa         | Estil: modernisme català 1899                                  | 41° 32′ 40″ N, 1° 53′ 29″ E / 41.544532°N,1.891263°E ca:Parc municipal                  | bé cultural d'interès local                | Xalets de l'Hotel Gori                              | Modifica les dades a Wikidata |
|        | habitatge a la plaça Nova, 11           | Olesa de Montserrat | casa         | Estil: arquitectura eclèctica                                  | 41° 32′ 46″ N, 1° 53′ 38″ E / 41.546°N,1.89379°E                                        | bé integrant del patrimoni cultural català | Habitatge plaça Nova d'Olesa de Montserrat          | Modifica les dades a Wikidata |
|        | habitatge a la plaça Nova, 15           | Olesa de Montserrat | casa         | Estil: arquitectura modernista Estat: enderrocat o destruït    | 41° 32′ 44″ N, 1° 53′ 39″ E / 41.545684°N,1.89409°E                                     | bé integrant del patrimoni cultural català |                                                     | Modifica les dades a Wikidata |
|        | habitatges al carrer Santa Oliva, 57-67 | Olesa de Montserrat | casa         | Estil: arquitectura popular                                    | 41° 32′ 50″ N, 1° 53′ 46″ E / 41.547289°N,1.896145°E                                    | bé integrant del patrimoni cultural català | Habitatges carrer Santa Oliva d'Olesa de Montserrat | Modifica les dades a Wikidata |

## castell
| imatge | Nom               | Ubicat a            | instància de | Detalls                      | coordenades                                                            | Protecció                                            | Commons (més fotos) | Dades a WD                    |
| ------ | ----------------- | ------------------- | ------------ | ---------------------------- | ---------------------------------------------------------------------- | ---------------------------------------------------- | ------------------- | ----------------------------- |
|        | Castell d'Olesa   | Olesa de Montserrat | castell      | Estat: enderrocat o destruït | 41° 32′ 44″ N, 1° 53′ 38″ E / 41.54563°N,1.89392°E                     | bé d'interès cultural bé cultural d'interès nacional | Castell d'Olesa     | Modifica les dades a Wikidata |
|        | castell de Sacama | Olesa de Montserrat | castell      | Estat: ruïnós                | 41° 34′ 01″ N, 1° 54′ 43″ E / 41.56683230122927°N,1.9120341539382937°E |                                                      |                     | Modifica les dades a Wikidata |

## creu de terme
| imatge | Nom             | Ubicat a            | instància de          | Detalls                     | coordenades | Protecció                                  | Commons (més fotos)                   | Dades a WD                    |
| ------ | --------------- | ------------------- | --------------------- | --------------------------- | --- | ------------------------------------------ | ------------------------------------- | ----------------------------- |
|        | Creu Reial      | Olesa de Montserrat | creu de terme         |                             | 41° 32′ 41″ N, 1° 53′ 41″ E / 41.544657°N,1.894584°E ca:Centre Muntanyenc i de Recerques Olesà. Carrer de l'Església, núm. 39 | bé integrant del patrimoni cultural català |                                       | Modifica les dades a Wikidata |
|        | creu de Beca    | Olesa de Montserrat | creu de terme         | Estil: arquitectura popular | 41° 33′ 25″ N, 1° 53′ 26″ E / 41.55697°N,1.890568°E ca:Partida Bruguerols                                                     | bé cultural d'interès local                | Creu de Beca d'Olesa de Montserrat    | Modifica les dades a Wikidata |
|        | creu de Saba    | Olesa de Montserrat | creu de terme         | 20th century                | 41° 34′ 14″ N, 1° 54′ 27″ E / 41.570564°N,1.907539°E ca:Serra de Puig Ventós 595 msnm                                         |                                            | Creu de Saba                          | Modifica les dades a Wikidata |
|        | creu de Vilapou | Olesa de Montserrat | creu de terme edifici | Estil: arquitectura popular | 41° 32′ 44″ N, 1° 53′ 37″ E / 41.545566°N,1.893501°E ca:Església parroquial de Santa Maria d'Olesa. Plaça Nova, s/n           | bé integrant del patrimoni cultural català | Creu de Vilapou (Olesa de Montserrat) | Modifica les dades a Wikidata |

## edifici
| imatge | Nom                                         | Ubicat a            | instància de             | Detalls                                                        | coordenades | Protecció                                  | Commons (més fotos)                             | Dades a WD                    |
| ------ | ------------------------------------------- | ------------------- | ------------------------ | -------------------------------------------------------------- | --- | ------------------------------------------ | ----------------------------------------------- | ----------------------------- |
|        | Antiga Fàbrica de Gas                       | Olesa de Montserrat | edifici                  | Estil: modernisme català Estat: enderrocat o destruït          | | bé integrant del patrimoni cultural català |                                                 | Modifica les dades a Wikidata |
|        | Antigues Cotxeres                           | Olesa de Montserrat | edifici edifici públic   | Estil: arquitectura eclèctica 1902                             | 41° 32′ 41″ N, 1° 53′ 31″ E / 41.54482°N,1.89206°E 41° 32′ 41″ N, 1° 53′ 32″ E / 41.54475784301758°N,1.8921229839324951°E ca:Carrer Anselm Clavé, núms. 198-208 ca:Carrer Anselm Clavé, 198-208 |                                            |                                                 | Modifica les dades a Wikidata |
|        | Antigues naus de Can Montané                | Olesa de Montserrat | edifici                  | 20th century                                                   | 41° 32′ 31″ N, 1° 53′ 52″ E / 41.54199°N,1.897856°E ca:Carrer Margarida Biosca, núm. 28 | bé cultural d'interès local                |                                                 | Modifica les dades a Wikidata |
|        | Arc d'antic convent                         | Olesa de Montserrat | edifici                  | Estil: arquitectura popular Estat: enderrocat o destruït       | | bé integrant del patrimoni cultural català |                                                 | Modifica les dades a Wikidata |
|        | Casa al carrer de l'Església                | Olesa de Montserrat | edifici                  | Estil: arquitectura popular Estat: enderrocat o destruït       | | bé integrant del patrimoni cultural català |                                                 | Modifica les dades a Wikidata |
|        | Casa darrera l'església                     | Olesa de Montserrat | edifici                  | Estil: noucentisme Estat: enderrocat o destruït                | | bé integrant del patrimoni cultural català |                                                 | Modifica les dades a Wikidata |
|        | Casa del Prior Ramon de Vilaragut           | Olesa de Montserrat | edifici                  | Estil: arquitectura romànica 14th century                      | 41° 32′ 41″ N, 1° 53′ 40″ E / 41.54463°N,1.89449°E ca:Carrer de l'Església, núm. 36 | bé cultural d'interès local                |                                                 | Modifica les dades a Wikidata |
|        | Casa del Raganer                            | Olesa de Montserrat | edifici                  |                                                                | |                                            |                                                 | Modifica les dades a Wikidata |
|        | Conjunt d'enteixinats                       | Olesa de Montserrat | edifici                  |                                                                | | bé cultural d'interès local                | Conjunt d'enteixinats d'Olesa de Montserrat     | Modifica les dades a Wikidata |
|        | Conjunt de barraques de pedra seca olesanes | Olesa de Montserrat | edifici                  |                                                                | | bé cultural d'interès local                |                                                 | Modifica les dades a Wikidata |
|        | Convent de les Mares Escolàpies             | Olesa de Montserrat | edifici                  | Estil: arquitectura popular                                    | 41° 32′ 43″ N, 1° 53′ 42″ E / 41.54541111°N,1.89508889°E ca:Carrer Paula Montalt, 6 | bé integrant del patrimoni cultural català | Convent de les Escolàpies d'Olesa de Montserrat | Modifica les dades a Wikidata |
|        | Dipòsit d'aigua                             | Olesa de Montserrat | edifici                  | 1902                                                           | 41° 33′ 03″ N, 1° 53′ 32″ E / 41.550695°N,1.892341°E ca:Carrer Conflent, s/n | bé cultural d'interès local                |                                                 | Modifica les dades a Wikidata |
|        | Escoles Nacionals                           | Olesa de Montserrat | edifici                  | Arquitecte: Jeroni Martorell i Terrats Estil: noucentisme 1927 | 41° 32′ 31″ N, 1° 53′ 24″ E / 41.541882°N,1.890116°E ca:República Argentina | bé cultural d'interès local                |                                                 | Modifica les dades a Wikidata |
|        | Escorxador                                  | Olesa de Montserrat | edifici                  | 1927                                                           | 41° 32′ 24″ N, 1° 53′ 44″ E / 41.540074°N,1.895524°E ca:Carrer Jacint Verdaguer, 30 | bé cultural d'interès local                |                                                 | Modifica les dades a Wikidata |
|        | Fàbrica Vella del Molí                      | Olesa de Montserrat | edifici                  | 19th century                                                   | 41° 32′ 10″ N, 1° 53′ 28″ E / 41.536134°N,1.891167°E ca:Poígin Ind. Càtex- Molí | bé cultural d'interès local                |                                                 | Modifica les dades a Wikidata |
|        | Hospital Nou                                | Olesa de Montserrat | edifici                  | Arquitecte: Josep Ros i Ros Estil: noucentisme 1928            | 41° 32′ 31″ N, 1° 53′ 27″ E / 41.54198625701159°N,1.890883482804684°E ca:Carrer Colom i carrer República Argentina, s/n                                                                         | bé cultural d'interès local                |                                                 | Modifica les dades a Wikidata |
|        | Hospital Vell                               | Olesa de Montserrat | edifici                  | Estil: arquitectura popular 18th century                       | 41° 32′ 46″ N, 1° 53′ 38″ E / 41.546075°N,1.893984°E ca:Carrer Hospital, núm. 3 | bé integrant del patrimoni cultural català | Hospital Vell d'Olesa de Montserrat             | Modifica les dades a Wikidata |
|        | Mercat d'Olesa de Montserrat                | Olesa de Montserrat | edifici                  | Estil: noucentisme 1931                                        | 41° 32′ 34″ N, 1° 53′ 37″ E / 41.542791°N,1.893477°E ca:Plaça de Catalunya | bé integrant del patrimoni cultural català | Mercat d'Olesa de Montserrat                    | Modifica les dades a Wikidata |
|        | Nau de Can Pons                             | Olesa de Montserrat | edifici                  |                                                                | 41° 32′ 32″ N, 1° 53′ 52″ E / 41.542178°N,1.897697°E | bé cultural d'interès local                |                                                 | Modifica les dades a Wikidata |
|        | Portal de Santa Oliva                       | Olesa de Montserrat | edifici                  | Estil: arquitectura popular                                    | 41° 32′ 50″ N, 1° 53′ 39″ E / 41.54709°N,1.89404°E ca:Carrer santa Oliva; carrer Creu Real | bé cultural d'interès local                |                                                 | Modifica les dades a Wikidata |
|        | Pou de la plaça Nova                        | Olesa de Montserrat | edifici                  | Estil: arquitectura popular                                    | 41° 32′ 50″ N, 1° 53′ 39″ E / 41.54709°N,1.89404°E | bé integrant del patrimoni cultural català |                                                 | Modifica les dades a Wikidata |
|        | capella de Santa Oliva                      | Olesa de Montserrat | edifici                  | Estil: arquitectura popular                                    | 41° 32′ 50″ N, 1° 53′ 39″ E / 41.5471°N,1.89406°E ca:Carrer santa Oliva; carrer Creu Real | bé integrant del patrimoni cultural català | Capella de Santa Oliva d'Olesa de Montserrat    | Modifica les dades a Wikidata |
|        | escola municipal d'Arts i Oficis            | Olesa de Montserrat | edifici                  | Estil: modernisme català                                       | 41° 32′ 40″ N, 1° 53′ 29″ E / 41.544497°N,1.891488°E ca:Parc municipal, Olesa de Montserrat | bé integrant del patrimoni cultural català | Escola Municipal d'Arts i Oficis                | Modifica les dades a Wikidata |
|        | porxo de Santa Oliva                        | Olesa de Montserrat | edifici                  |                                                                | 41° 32′ 50″ N, 1° 53′ 37″ E / 41.54729167°N,1.893725°E |                                            |                                                 | Modifica les dades a Wikidata |
|        | torre del Rellotge                          | Olesa de Montserrat | edifici torre de defensa | Estil: arquitectura popular                                    | 41° 32′ 44″ N, 1° 53′ 38″ E / 41.5456°N,1.89383°E ca:Plaça Nova | bé integrant del patrimoni cultural català | Torre del Rellotge d'Olesa de Montserrat        | Modifica les dades a Wikidata |

## element arquitectònic
| imatge | Nom                            | Ubicat a            | instància de          | Detalls | coordenades                                                                    | Protecció | Commons (més fotos) | Dades a WD                    |
| ------ | ------------------------------ | ------------------- | --------------------- | ------- | ------------------------------------------------------------------------------ | --------- | ------------------- | ----------------------------- |
|        | Forn de Sant Pere Sacama       | Olesa de Montserrat | element arquitectònic |         | 41° 33′ 51″ N, 1° 54′ 50″ E / 41.56404°N,1.91376°E ca:Prop de Sant Pere Sacama |           |                     | Modifica les dades a Wikidata |
|        | Monòlit de Coll de les Espases | Olesa de Montserrat | element arquitectònic | 1990    | 41° 34′ 26″ N, 1° 53′ 27″ E / 41.5738°N,1.89079°E ca:Coll de les Espases       |           |                     | Modifica les dades a Wikidata |

## església
| imatge | Nom                                    | Ubicat a            | instància de     | Detalls                                  | coordenades | Protecció                                            | Commons (més fotos)                              | Dades a WD                    |
| ------ | -------------------------------------- | ------------------- | ---------------- | ---------------------------------------- | --- | ---------------------------------------------------- | ------------------------------------------------ | ----------------------------- |
|        | Santa Maria d'Olesa de Montserrat      | Olesa de Montserrat | església         | Estil: arquitectura popular 1950s        | 41° 32′ 44″ N, 1° 53′ 37″ E / 41.54566111°N,1.89354722°E ca:Plaça Nova, s/n 124 msnm                           | bé integrant del patrimoni cultural català           | Església Santa Maria d'Olesa de Montserrat       | Modifica les dades a Wikidata |
|        | capella de Sant Jaume de Castelló      | Olesa de Montserrat | església         | Estil: arquitectura popular 15th century | 41° 33′ 09″ N, 1° 55′ 38″ E / 41.552424°N,1.927234°E ca:Mas de Sant Jaume 199 msnm                             | bé integrant del patrimoni cultural català           | Capella de Sant Jaume de Castelló                | Modifica les dades a Wikidata |
|        | castell i església de Sant Pere Sacama | Olesa de Montserrat | església castell | Estil: arquitectura romànica             | 41° 34′ 01″ N, 1° 54′ 43″ E / 41.56689444°N,1.91206667°E ca:Camí que surt de la Carretera de Terrassa 469 msnm | bé d'interès cultural bé cultural d'interès nacional | Sant Pere Sacama                                 | Modifica les dades a Wikidata |
|        | ermita de Sant Pere Sacama             | Olesa de Montserrat | església ermita  | Estil: arquitectura romànica             | 41° 34′ 01″ N, 1° 54′ 43″ E / 41.566912572432074°N,1.911942958831787°E ca:Prop del torrent de Canaletes        |                                                      | Sant Pere Sacama                                 | Modifica les dades a Wikidata |
|        | església del Convent de les Escolàpies | Olesa de Montserrat | església         | Estil: historicisme arquitectònic        | 41° 32′ 43″ N, 1° 53′ 43″ E / 41.54534°N,1.89519°E ca:C/ Santa Paula de Montal, núm. 6                         | bé cultural d'interès local                          | Església de les Escolàpies d'Olesa de Montserrat | Modifica les dades a Wikidata |

## font
| imatge | Nom                              | Ubicat a            | instància de | Detalls                     | coordenades                                                                                | Protecció                                  | Commons (més fotos) | Dades a WD                    |
| ------ | -------------------------------- | ------------------- | ------------ | --------------------------- | ------------------------------------------------------------------------------------------ | ------------------------------------------ | ------------------- | ----------------------------- |
|        | barraca de la Font de la Pastora | Olesa de Montserrat | font         | Estil: arquitectura popular | 41° 34′ 17″ N, 1° 54′ 03″ E / 41.5715°N,1.90082°E ca:Prop de Puigventós                    |                                            |                     | Modifica les dades a Wikidata |
|        | font d'en Roure                  | Olesa de Montserrat | font         | Estil: arquitectura popular | 41° 32′ 46″ N, 1° 53′ 33″ E / 41.5461°N,1.89262°E ca:Carrer de Baix - Riera de can Llimona | bé integrant del patrimoni cultural català | Font d'en Roure     | Modifica les dades a Wikidata |
|        | font de Sant Valentí             | Olesa de Montserrat | font         |                             | 41° 34′ 01″ N, 1° 53′ 06″ E / 41.566855°N,1.885089°E                                       |                                            |                     | Modifica les dades a Wikidata |
|        | font de la Pastora               | Olesa de Montserrat | font         | 20th century                | 41° 34′ 26″ N, 1° 53′ 54″ E / 41.573917°N,1.898336°E ca:Prop de Puigventós 466 msnm        |                                            | Font de la Pastora  | Modifica les dades a Wikidata |
|        | font de la Plaça Massana         | Olesa de Montserrat | font         | 20th century                | 41° 32′ 44″ N, 1° 53′ 40″ E / 41.5455°N,1.89454°E ca:Plaça Massana                         |                                            |                     | Modifica les dades a Wikidata |
|        | font de la Roureda               | Olesa de Montserrat | font         | 20th century                | 41° 34′ 17″ N, 1° 53′ 37″ E / 41.57134°N,1.89362°E ca:Camí al pla del Fideuer              |                                            |                     | Modifica les dades a Wikidata |
|        | font del Frare Pau               | Olesa de Montserrat | font         | 20th century                | 41° 33′ 28″ N, 1° 53′ 12″ E / 41.557718°N,1.88657°E ca:Torrent de la Creu de Beca          |                                            | Font del Frare Pau  | Modifica les dades a Wikidata |
|        | font del Mateu                   | Olesa de Montserrat | font         |                             | 41° 34′ 17″ N, 1° 53′ 52″ E / 41.571477°N,1.897853°E 405 msnm                              |                                            |                     | Modifica les dades a Wikidata |
|        | font dels Encantats              | Olesa de Montserrat | font         |                             | 41° 33′ 25″ N, 1° 53′ 53″ E / 41.55683°N,1.898129°E ca:Prop de can Llimona                 |                                            |                     | Modifica les dades a Wikidata |

## indret
| imatge | Nom                             | Ubicat a            | instància de       | Detalls | coordenades                                                                                | Protecció | Commons (més fotos) | Dades a WD                    |
| ------ | ------------------------------- | ------------------- | ------------------ | ------- | ------------------------------------------------------------------------------------------ | --------- | ------------------- | ----------------------------- |
|        | Areny del Molí                  | Olesa de Montserrat | indret             |         | 41° 32′ 02″ N, 1° 53′ 36″ E / 41.533993°N,1.893254°E                                       |           |                     | Modifica les dades a Wikidata |
|        | Balma de l'Espluga              | Olesa de Montserrat | indret abric rocós |         | 41° 34′ 33″ N, 1° 53′ 29″ E / 41.5757814162323°N,1.89125103263863°E Puig Cendrós           |           |                     | Modifica les dades a Wikidata |
|        | Bosc de la Roureda              | Olesa de Montserrat | indret             |         | 41° 34′ 05″ N, 1° 54′ 29″ E / 41.567953°N,1.907967°E                                       |           |                     | Modifica les dades a Wikidata |
|        | Lloreda del torrent del Reganer | Olesa de Montserrat | indret             |         | 41° 33′ 25″ N, 1° 54′ 35″ E / 41.557035°N,1.909849°E                                       |           |                     | Modifica les dades a Wikidata |
|        | les Ribes Blaves                | Olesa de Montserrat | indret             |         | 41° 33′ 23″ N, 1° 55′ 02″ E / 41.556524°N,1.917191°E ca:Urbanització Ribes Blaves 250 msnm |           | Les Ribes Blaves    | Modifica les dades a Wikidata |

## masia
| imatge | Nom                 | Ubicat a            | instància de | Detalls                                  | coordenades                                                                                           | Protecció                                  | Commons (més fotos)                     | Dades a WD                    |
| ------ | ------------------- | ------------------- | ------------ | ---------------------------------------- | --- | ------------------------------------------ | --------------------------------------- | ----------------------------- |
|        | Cal Felip           | Olesa de Montserrat | masia        |                                          | 41° 32′ 27″ N, 1° 53′ 17″ E / 41.5408023721397°N,1.88801241602887°E                                   |                                            |                                         | Modifica les dades a Wikidata |
|        | Can Marcetó         | Olesa de Montserrat | masia        |                                          | 41° 34′ 04″ N, 1° 55′ 19″ E / 41.567899°N,1.922027°E                                                  |                                            |                                         | Modifica les dades a Wikidata |
|        | Can Matetes         | Olesa de Montserrat | masia        |                                          | 41° 32′ 54″ N, 1° 55′ 42″ E / 41.5482916253789°N,1.92830248976368°E                                   |                                            |                                         | Modifica les dades a Wikidata |
|        | Can Miquel Amat     | Olesa de Montserrat | masia        |                                          | 41° 32′ 25″ N, 1° 55′ 50″ E / 41.5402072672447°N,1.93067784451979°E                                   |                                            |                                         | Modifica les dades a Wikidata |
|        | Mas Vilar           | Olesa de Montserrat | masia        |                                          | 41° 34′ 01″ N, 1° 54′ 41″ E / 41.567°N,1.91149°E ca:Camí de Sant Pere Sacama                          |                                            |                                         | Modifica les dades a Wikidata |
|        | Mas de Sant Jaume   | Olesa de Montserrat | masia        | Estil: arquitectura popular              | 41° 33′ 08″ N, 1° 55′ 38″ E / 41.5521°N,1.92714°E ca:Prop de l'urbanització Ribes Blaves              | bé integrant del patrimoni cultural català | Mas de Sant Jaume d'Olesa de Montserrat | Modifica les dades a Wikidata |
|        | Mas de les Illes    | Olesa de Montserrat | masia        | 19th century                             | 41° 32′ 55″ N, 1° 52′ 43″ E / 41.5487095307471°N,1.87862055989829°E ca:Poligon industrial de la Flora |                                            |                                         | Modifica les dades a Wikidata |
|        | Masia de Puigventós | Olesa de Montserrat | masia        | Estat: ruïnós                            | 41° 34′ 13″ N, 1° 53′ 59″ E / 41.5702°N,1.89972°E ca:Camí de Can Llimona a Can Puigventós 465 msnm    |                                            | Masia de Puigventós                     | Modifica les dades a Wikidata |
|        | can Llimona         | Olesa de Montserrat | masia        | Estil: arquitectura popular 12nd century | 41° 33′ 18″ N, 1° 53′ 56″ E / 41.555073°N,1.898869°E ca:Al nord-est d'Olesa de Montserrat 205 msnm    | bé cultural d'interès local                | Can Llimona                             | Modifica les dades a Wikidata |

## monument
| imatge | Nom                                                | Ubicat a            | instància de | Detalls | coordenades                                                                   | Protecció | Commons (més fotos) | Dades a WD                    |
| ------ | -------------------------------------------------- | ------------------- | ------------ | ------- | ----------------------------------------------------------------------------- | --------- | ------------------- | ----------------------------- |
|        | Monument Als Germans Casals                        | Olesa de Montserrat | monument     | 1983    | 41° 32′ 40″ N, 1° 53′ 28″ E / 41.54438°N,1.89102°E ca:Parc municipal          |           |                     | Modifica les dades a Wikidata |
|        | Monument a Daniel Blanxart                         | Olesa de Montserrat | monument     | 1974    | 41° 32′ 39″ N, 1° 53′ 26″ E / 41.54415°N,1.89062°E ca:Parc municipal          |           |                     | Modifica les dades a Wikidata |
|        | Monument a Josep Canudas                           | Olesa de Montserrat | monument     | 1994    | 41° 32′ 39″ N, 1° 53′ 30″ E / 41.54408°N,1.89164°E ca:Parc municipal          |           |                     | Modifica les dades a Wikidata |
|        | Monument a L'agermanament Entre Olesa i Weingarten | Olesa de Montserrat | monument     | 1984    | 41° 32′ 39″ N, 1° 53′ 29″ E / 41.54425°N,1.89145°E ca:Parc municipal          |           |                     | Modifica les dades a Wikidata |
|        | Monument a la Penya Barcelonista                   | Olesa de Montserrat | monument     | 1987    | 41° 32′ 38″ N, 1° 53′ 26″ E / 41.544°N,1.89057°E ca:Parc municipal            |           |                     | Modifica les dades a Wikidata |
|        | Monument als morts en la Guerra Civil              | Olesa de Montserrat | monument     | 1994    | 41° 32′ 07″ N, 1° 54′ 38″ E / 41.53514°N,1.91056°E ca:Cementiri de can Singla |           |                     | Modifica les dades a Wikidata |

## muntanya
| imatge | Nom                     | Ubicat a                       | instància de | Detalls | coordenades                                                            | Protecció | Commons (més fotos)               | Dades a WD                    |
| ------ | ----------------------- | ------------------------------ | ------------ | ------- | ---------------------------------------------------------------------- | --------- | --------------------------------- | ----------------------------- |
|        | Puig Cendrós            | Olesa de Montserrat            | muntanya     |         | 41° 34′ 32″ N, 1° 53′ 35″ E / 41.5756360735°N,1.89299280596°E 499 msnm |           | Puig Cendrós                      | Modifica les dades a Wikidata |
|        | Puig Ventós             | Olesa de Montserrat Vacarisses | muntanya     |         | 41° 34′ 19″ N, 1° 54′ 20″ E / 41.572029°N,1.905512°E 606 msnm          |           | Puig Ventós (Olesa de Montserrat) | Modifica les dades a Wikidata |
|        | Turó de la Gronya       | Olesa de Montserrat            | muntanya     |         | 41° 34′ 05″ N, 1° 53′ 53″ E / 41.56813889°N,1.89802778°E 520 msnm      |           | Turó de la Gronya                 | Modifica les dades a Wikidata |
|        | les Agulles del Petintó | Olesa de Montserrat            | muntanya     |         | 41° 34′ 23″ N, 1° 52′ 56″ E / 41.572962°N,1.882113°E                   |           | Agulles del Petintó               | Modifica les dades a Wikidata |
|        | les Comes               | Olesa de Montserrat            | muntanya     |         | 41° 33′ 12″ N, 1° 54′ 27″ E / 41.55338889°N,1.90752778°E 259.9 msnm    |           |                                   | Modifica les dades a Wikidata |

## nucli de població
| imatge | Nom           | Ubicat a            | instància de      | Detalls | coordenades                                                       | Protecció | Commons (més fotos) | Dades a WD                    |
| ------ | ------------- | ------------------- | ----------------- | ------- | ----------------------------------------------------------------- | --------- | ------------------- | ----------------------------- |
|        | Ribes Blaves  | Olesa de Montserrat | nucli de població |         | 41° 33′ 01″ N, 1° 55′ 11″ E / 41.550183567599°N,1.9197412243018°E |           |                     | Modifica les dades a Wikidata |
|        | les Roviroles | Olesa de Montserrat | nucli de població |         | 41° 32′ 18″ N, 1° 54′ 24″ E / 41.538351561881°N,1.9067512699686°E |           |                     | Modifica les dades a Wikidata |

## polígon industrial
| imatge | Nom                                      | Ubicat a            | instància de       | Detalls | coordenades                                                         | Protecció | Commons (més fotos) | Dades a WD                    |
| ------ | ---------------------------------------- | ------------------- | ------------------ | ------- | ------------------------------------------------------------------- | --------- | ------------------- | ----------------------------- |
|        | Polígon industrial Can Singla            | Olesa de Montserrat | polígon industrial |         | 41° 32′ 15″ N, 1° 54′ 18″ E / 41.5375058021549°N,1.90491208222875°E |           |                     | Modifica les dades a Wikidata |
|        | Polígon industrial Can Vinyals           | Olesa de Montserrat | polígon industrial |         | 41° 33′ 13″ N, 1° 52′ 42″ E / 41.5535515261934°N,1.87822510290403°E |           |                     | Modifica les dades a Wikidata |
|        | Polígon industrial Catex Vilapou         | Olesa de Montserrat | polígon industrial |         | 41° 32′ 12″ N, 1° 54′ 04″ E / 41.5365587136868°N,1.90099603984091°E |           |                     | Modifica les dades a Wikidata |
|        | Polígon industrial La Flora              | Olesa de Montserrat | polígon industrial |         | 41° 32′ 44″ N, 1° 52′ 41″ E / 41.5455698333856°N,1.87808733041124°E |           |                     | Modifica les dades a Wikidata |
|        | Polígon industrial La Puda               | Olesa de Montserrat | polígon industrial |         | 41° 33′ 02″ N, 1° 53′ 00″ E / 41.5504860994184°N,1.88346995939587°E |           |                     | Modifica les dades a Wikidata |
|        | Polígon industrial Lincolor              | Olesa de Montserrat | polígon industrial |         | 41° 32′ 42″ N, 1° 52′ 30″ E / 41.5450085160269°N,1.87502774491204°E |           |                     | Modifica les dades a Wikidata |
|        | Polígon industrial de la Kao Corporation | Olesa de Montserrat | polígon industrial |         | 41° 33′ 16″ N, 1° 52′ 53″ E / 41.5545184837806°N,1.88132608737925°E |           |                     | Modifica les dades a Wikidata |
|        | Polígon industrial del Molí              | Olesa de Montserrat | polígon industrial |         | 41° 32′ 08″ N, 1° 53′ 38″ E / 41.5354736068058°N,1.89397765282394°E |           |                     | Modifica les dades a Wikidata |
|        | la Fou                                   | Olesa de Montserrat | polígon industrial |         | 41° 32′ 38″ N, 1° 52′ 46″ E / 41.5439244828669°N,1.87931469644705°E |           |                     | Modifica les dades a Wikidata |

## teatre
| imatge | Nom                 | Ubicat a            | instància de | Detalls                                                        | coordenades                                                                                          | Protecció                                  | Commons (més fotos)       | Dades a WD                    |
| ------ | ------------------- | ------------------- | ------------ | -------------------------------------------------------------- | --- | ------------------------------------------ | ------------------------- | ----------------------------- |
|        | Teatre Olesa        | Olesa de Montserrat | teatre       | Arquitecte: Josep Ros i Ros Estil: arquitectura eclèctica 1923 | 41° 32′ 39″ N, 1° 53′ 34″ E / 41.544083°N,1.892771°E ca:Carrer Anselm Clavé, núm. 171-173            | bé integrant del patrimoni cultural català | Teatre Olesa Els Salistes | Modifica les dades a Wikidata |
|        | teatre de la Passió | Olesa de Montserrat | teatre       | Arquitecte: Joan Baca i Pericot 20th century                   | 41° 32′ 34″ N, 1° 53′ 42″ E / 41.542643°N,1.895015°E ca:Plaça de l'Oli, Olesa de Montserrat 107 msnm | bé cultural d'interès local                | Teatre de la Passió       | Modifica les dades a Wikidata |

## xemeneia de fàbrica
| imatge | Nom                                   | Ubicat a            | instància de        | Detalls      | coordenades | Protecció                   | Commons (més fotos) | Dades a WD                    |
| ------ | ------------------------------------- | ------------------- | ------------------- | ------------ | --- | --------------------------- | ------------------- | ----------------------------- |
|        | xemeneia de Cal Montané               | Olesa de Montserrat | xemeneia de fàbrica | 20th century | 41° 32′ 32″ N, 1° 53′ 56″ E / 41.542169°N,1.898816°E ca:Carrer de Margarida Biosca                              | bé cultural d'interès local |                     | Modifica les dades a Wikidata |
|        | xemeneia de Cal Sánchez               | Olesa de Montserrat | xemeneia de fàbrica | 1921         | 41° 32′ 32″ N, 1° 53′ 56″ E / 41.542171°N,1.898813°E ca:Antiga fàbrica de cal Sánchez (Carrer Calvari, núm. 57) | bé cultural d'interès local |                     | Modifica les dades a Wikidata |
|        | xemeneia de la Fàbrica Vella del Molí | Olesa de Montserrat | xemeneia de fàbrica | 1875         | 41° 32′ 10″ N, 1° 53′ 28″ E / 41.536134°N,1.891167°E ca:Polígon industrial CATEX-Molí                           | bé cultural d'interès local |                     | Modifica les dades a Wikidata |
|        | xemeneia del Vapor Cremat             | Olesa de Montserrat | xemeneia de fàbrica | 1855         | 41° 32′ 32″ N, 1° 53′ 03″ E / 41.542195°N,1.884296°E ca:Paños Margarit (Ctra. C-1411, km. 2,5)                  | bé cultural d'interès local |                     | Modifica les dades a Wikidata |

## Misc
| imatge | Nom                                          | Ubicat a                                                                          | instància de                                                                   | Detalls | coordenades | Protecció                                  | Commons (més fotos)                  | Dades a WD                    |
| ------ | -------------------------------------------- | --------------------------------------------------------------------------------- | ------------------------------------------------------------------------------ | --- | --- | ------------------------------------------ | ------------------------------------ | ----------------------------- |
|        | Bassa de Puigventós                          | Olesa de Montserrat                                                               | bassa                                                                          | 16th century | 41° 34′ 10″ N, 1° 54′ 08″ E / 41.56938°N,1.90231°E ca:Prop de la masia de Puigventós |                                            |                                      | Modifica les dades a Wikidata |
|        | Bosc del Gavatx                              | Olesa de Montserrat                                                               | bosc                                                                           | | 41° 33′ 48″ N, 1° 54′ 35″ E / 41.563397°N,1.909794°E |                                            |                                      | Modifica les dades a Wikidata |
|        | Edificis d'habitatges (Carrer Alfons Sala)   | Olesa de Montserrat                                                               | conjunt d'edificis                                                             | 20th century | 41° 32′ 39″ N, 1° 53′ 36″ E / 41.54415°N,1.89325°E ca:Carrer Alfons Sala, núms. 8-10-12 i 14-18 |                                            |                                      | Modifica les dades a Wikidata |
|        | Estació d'Olesa de Montserrat                | Olesa de Montserrat                                                               | estació de ferrocarril edifici                                                 | | 41° 32′ 28″ N, 1° 53′ 19″ E / 41.541141666667°N,1.8886611111111°E |                                            | Olesa de Montserrat train station    | Modifica les dades a Wikidata |
|        | Llobregat                                    | Catalunya província de Barcelona Catalunya Central Àmbit Metropolità de Barcelona | riu                                                                            | Desemboca: mar Mediterrània Llarg: 175km Conca: 4948.3km²                                                          | 42° 16′ 57″ N, 2° 00′ 46″ E / 42.282412°N,2.012826°E 41° 18′ 08″ N, 2° 07′ 55″ E / 41.302248°N,2.131948°E |                                            | Llobregat                            | Modifica les dades a Wikidata |
|        | Muralles d'Olesa                             | Olesa de Montserrat                                                               | muralla urbana                                                                 | | 41° 32′ 41″ N, 1° 53′ 40″ E / 41.54463°N,1.89449°E ca:Carrer Garraf; carrer de Baix | bé cultural d'interès local                |                                      | Modifica les dades a Wikidata |
|        | Olesa de Montserrat                          | Olesa de Montserrat                                                               | entitat singular de població capital municipal ens local històric de Catalunya | 24703 hab | 41° 32′ 37″ N, 1° 53′ 39″ E / 41.54372°N,1.89407°E 125 msnm |                                            |                                      | Modifica les dades a Wikidata |
|        | Palanca de la Colònia Sedó                   | Olesa de Montserrat Esparreguera                                                  | pont penjant pont                                                              | Estil: arquitectura popular 1892 Travessa: Llobregat                                                               | 41° 32′ 47″ N, 1° 52′ 26″ E / 41.54649°N,1.873992°E ca:Polígon industrial La Flora. | bé cultural d'interès local                | Palanca de la Colònia Sedó           | Modifica les dades a Wikidata |
|        | Parc municipal d'Olesa de Montserrat         | Olesa de Montserrat                                                               | parc                                                                           | Estil: arquitectura popular                                                                                        | 41° 32′ 39″ N, 1° 53′ 26″ E / 41.544131°N,1.890433°E ca:Parc municipal | bé integrant del patrimoni cultural català | Parc Municipal d'Olesa de Montserrat | Modifica les dades a Wikidata |
|        | Placa Dedicada a Anselm Clavé                | Olesa de Montserrat                                                               | mobiliari urbà placa commemorativa                                             | 20th century | 41° 32′ 38″ N, 1° 53′ 36″ E / 41.54385°N,1.89339°E ca:Carrer Anselm Clavé - cruïlla carrer Alfons Sala |                                            |                                      | Modifica les dades a Wikidata |
|        | Pont d'Olesa                                 | Esparreguera Olesa de Montserrat                                                  | pont                                                                           | 1915 Travessa: Llobregat Estat: bon estat                                                                          | 41° 32′ 32″ N, 1° 52′ 52″ E / 41.5422°N,1.88115°E ca:Carretera C-1414. |                                            | Pont d'Olesa                         | Modifica les dades a Wikidata |
|        | Pou de Glaç de les Illes                     | Olesa de Montserrat                                                               | pou de neu                                                                     | | 41° 32′ 50″ N, 1° 52′ 38″ E / 41.54728°N,1.87724°E ca:A la propietat del mas les Illes |                                            |                                      | Modifica les dades a Wikidata |
|        | Premsa del Sindicat                          | Olesa de Montserrat                                                               | molí Ús: trull                                                                 | | 41° 32′ 35″ N, 1° 53′ 42″ E / 41.543°N,1.89506°E |                                            |                                      | Modifica les dades a Wikidata |
|        | Safareig de la Plaça                         | Olesa de Montserrat                                                               | safareig                                                                       | 1859 | 41° 32′ 41″ N, 1° 53′ 36″ E / 41.54466°N,1.89337°E ca:Edifici de serveis municipals (carrer Salvador Casas, núm. 3)                                                                                            |                                            |                                      | Modifica les dades a Wikidata |
|        | Telefèric d'Olesa a Esparreguera             | Baix Llobregat Olesa de Montserrat Esparreguera                                   | telefèric                                                                      | | 41° 32′ 01″ N, 1° 52′ 44″ E / 41.5337°N,1.87891°E |                                            | Telefèric d'Olesa a Esparreguera     | Modifica les dades a Wikidata |
|        | Viaducte del Boixadell                       | Olesa de Montserrat                                                               | pont ferroviari pont                                                           | Estil: arquitectura popular 1859 Travessa: riera de Sant Jaume Hi passa: línia Barcelona-Manresa-Lleida-Almacelles | 41° 34′ 05″ N, 1° 55′ 21″ E / 41.568015°N,1.922445°E ca:Prop de can Marcetó | bé integrant del patrimoni cultural català | Viaducte del Buxadell                | Modifica les dades a Wikidata |
|        | arc gòtic amb inscripció                     | Olesa de Montserrat                                                               | arc                                                                            | Estil: arquitectura gòtica 14th century                                                                            | 41° 32′ 43″ N, 1° 53′ 38″ E / 41.545155°N,1.893892°E ca:C. Arc de l'Església - c. de l'Església 114 msnm | bé integrant del patrimoni cultural català | Arc gòtic d'Olesa de Montserrat      | Modifica les dades a Wikidata |
|        | carrer de Dalt                               | Olesa de Montserrat                                                               | carrer                                                                         | Estil: arquitectura popular                                                                                        | 41° 32′ 45″ N, 1° 53′ 35″ E / 41.5459°N,1.89305°E ca:Carrer de Dalt | bé integrant del patrimoni cultural català | Carrer de Dalt d'Olesa de Montserrat | Modifica les dades a Wikidata |
|        | cases porxades de la Plaça de les Fonts      | Olesa de Montserrat                                                               | porxe                                                                          | Estil: arquitectura popular 18th century                                                                           | 41° 32′ 42″ N, 1° 53′ 38″ E / 41.544993°N,1.893943°E ca:Plaça de les Fonts 114 msnm | bé integrant del patrimoni cultural català | Cases porxades d'Olesa de Montserrat | Modifica les dades a Wikidata |
|        | coll de les Espases                          | Olesa de Montserrat                                                               | collada                                                                        | | 41° 34′ 26″ N, 1° 53′ 26″ E / 41.573756°N,1.890692°E 391 msnm |                                            | Coll de les Espases                  | Modifica les dades a Wikidata |
|        | el Serrat                                    | Olesa de Montserrat                                                               | serra                                                                          | | 41° 33′ 33″ N, 1° 53′ 43″ E / 41.5592°N,1.89531°E 374.3 msnm |                                            |                                      | Modifica les dades a Wikidata |
|        | església de Santa Maria: Porta Renaixentista | Olesa de Montserrat                                                               | estructura arquitectònica església                                             | Estil: arquitectura del Renaixement 18th century                                                                   | 41° 32′ 44″ N, 1° 53′ 37″ E / 41.54542922973633°N,1.8935370445251465°E 41° 32′ 43″ N, 1° 53′ 36″ E / 41.5454°N,1.89336°E ca:Plaça de l'Església ca:Església parroquial d'Olesa de Montserrat (Plaça Nova, s/n) |                                            |                                      | Modifica les dades a Wikidata |
|        | hotel Gori                                   | Olesa de Montserrat                                                               | casa consistorial                                                              | Estil: arquitectura eclèctica 1899                                                                                 | 41° 32′ 38″ N, 1° 53′ 29″ E / 41.544°N,1.89132°E ca:Plaça Felix Figueras i Aragay, s/n | bé integrant del patrimoni cultural català | Ajuntament d'Olesa de Montserrat     | Modifica les dades a Wikidata |
|        | la Clota                                     | Olesa de Montserrat                                                               | edifici residencial edifici                                                    | Estil: Romanticisme 1863                                                                                           | 41° 32′ 40″ N, 1° 53′ 41″ E / 41.544551849365234°N,1.894611954689026°E 41° 32′ 40″ N, 1° 53′ 41″ E / 41.54444°N,1.89462°E ca:Carrer de l'Església / Carrer Sant Josep Oriol ca:Carrer de l'Església, núm. 38   |                                            |                                      | Modifica les dades a Wikidata |
|        | riera de Sant Jaume                          | Vacarisses Olesa de Montserrat Viladecavalls Abrera                               | curs d'aigua                                                                   | Desemboca: riera de Gaià                                                                                           | 41° 34′ 30″ N, 1° 55′ 12″ E / 41.5749°N,1.92003°E |                                            |                                      | Modifica les dades a Wikidata |